# Rouvres-sur-Aube
Rouvres-sur-Aube é uma comuna francesa na região administrativa de Grande Leste, no departamento de Haute-Marne. Estende-se por uma área de 20,18 km². Em 2010 a comuna tinha 87 habitantes (densidade: 4,3 hab./km²).